# Acordo de Manila
O Acordo de Manila por iniciativa de Diosdado Macapagal foi assinado em 31 de julho de 1963 entre Federação da Malásia, Filipinas e Indonésia após uma reunião de 7 a 11 de junho de 1963 em Manila. Os países acederam aos desejos do povo de Sabah (Bornéu do Norte) e Sarawak, no âmbito da Resolução 1541 (XV) da Assembléia Geral, Princípio 9 do anexo, por uma nova abordagem, que, na opinião do secretário-geral seria necessária para garantir o cumprimento integral com o princípio da autodeterminação dentro dos requisitos consagrados no Princípio 9,  levando em consideração as eleições em Sabah (Bornéu do Norte) e Sarawak que foram livres e não houve coerção.